# NGC 5910/1
NGC 5910/1 је елиптична галаксија у сазвежђу Змија која се налази на NGC листи објеката дубоког неба.
Деклинација објекта је + 20° 53' 46" а ректасцензија 15h 19m 24,7s. Привидна величина (магнитуда) објекта NGC 5910 износи 13,6 а фотографска магнитуда 14,6. NGC 59101 је још познат и под ознакама MCG 4-36-35, CGCG 135-45, VV 139, HCG 74A, PGC 54689.